# 麥可·曼利
麥可·曼利（英語：Michael Manley；1924年12月10日—1997年3月6日）是牙買加政治人物，曾經兩度出任牙買加總理（1972年—1980年，1989年—1992年）。
麥可·曼利是諾曼·曼利之子，他的父親在1955年至1962年間擔任牙買加殖民地主席。在1972年牙買加大選中，麥可·曼利領導的人民民族黨獲得勝利，麥可·曼利出任牙買加總理一職。擔任總理期間，麥可·曼利與古巴共產黨領導人菲德爾·卡斯楚維持友好的關係，1975年更曾經出訪古巴。人民民族黨在1980年選舉中敗選，但在1989年再度勝選，麥可·曼利在該年再次出任總理，直到1992年卸任。